# Абдельмалек Друкдель
Абдельмалек Друкдель (араб. عبد المالك درودكال ; 20 квітня 1970 — 3 червня 2020), також відомий під псевдонімом Абу Мусаб Абдель Вадуд (араб. أبو مصعب عبد الودود) — ісламістський терорист, джихадист, емір ісламського бойового угруповання Аль-Каїда в Ісламському Магрибі (AQIM). Убитий французькими військовими в ході битви біля Талагандаку .

## Біографія
Народився 20 квітня 1970 в місті Мефтах в Алжирі. Здобув ступінь бакалавра з математики в Університеті Бліди. У 1996 році приєднався до ісламістських повстанців.
Брав участь у громадянській війні в Афганістані. У 2001 році повернувся в Алжир і приєднався до терористичного угруповування Салафістська група проповіді та боротьби (GSPC). Друкдель був регіональним лідером GSPC, а в 2004 році після смерті тодішнього лідера Набіля Сахрауї став командувачем угруповування. Його наставником був Абу Мусаб Аль-Заркаві. Після вбивства Заркаві в 2006 році Друкдель опублікував заяву в інтернеті: «О невірні та відступники, ваша радість буде короткою, і ви будете довго плакати … ми всі Заркаві».
У вересні 2006 року було оголошено, що GSPC об'єднує зусилля з Аль-Каїдою, а в січні 2007 року група офіційно змінила свою назву на «Організація Аль-Каїда в Ісламському Магрибі». Незважаючи на об'єднання, лідери організації вели самостійну від Аль-Каїди діяльність.
Droukdel витіснили Мухтар Бельмухтар з організації в кінці 2012 року для «неспокійного поведінки» Бельмохтара в. Журналісти виявили документ, який приписують Друкделю і датований 20 липня 2012 року в Тімбукту, в якому критикуються бойовики за те, що вони занадто швидко запровадили ісламські закони в Малі. Він вважав, що знищення святинь спровокує західні уряди втрутитися в Малі.
У грудні 2007 року Міністерство фінансів США запровадило фінансові санкції та заморозило активи Абдельмалека Друкделя.

## Смерть
5 червня 2020 року уряд Франції заявив, що Друкдель та члени його найближчого оточення двома днями раніше були вбиті французькими спецназом під час битви біля Талагандаку на півночі Малі. Згодом смерть Друкделя підтвердила Аль-Каїда.